# Ogigo
Ogigo (in greco antico: Ὤγυγος?) oppure Ogige (in greco antico: Ὠγύγης?) è un personaggio della mitologia greca, di antichissime origini e probabilmente autoctono della Beozia, che fu considerato un re delle terre della Beozia quando la città di Tebe non era ancora stata fondata e quando le terre al suo intorno erano inabitate.
Secondo altre tradizioni fu un re dell'Attica e durante il suo regno si sarebbe verificato un diluvio.

## Mitologia
Anche le storie della sua discendenza sono molto diverse e se a volte viene considerato un figlio di Poseidone, per altri è invece un figlio di Beoto o di Cadmo mentre Teofilo di Antiochia nell'Apologia ad Autolico scrive che sia stato uno dei Titani.
Eusebio di Cesarea nei suoi scritti cita la Chronographia di Giulio Africano e stima l'esistenza Ogigo ai tempi dell'Esodo degli Ebrei dall'Egitto.
Fu il marito di Tebe (probabilmente eponima della stessa città di Tebe) e padre dei maschi Eleusi (eponimo dell'antica città di Eleusi) e di Cadmo (che potrebbe invece essere il padre e che è considerato l'eponimo della Cadmea) e delle femmine Alalcomenea (eponima di Alalcomene in Beozia), Aulide (eponima di Aulide) e Telsinia (o Delcinia); queste ultime sono definite anche Prassidiche, nutrici di Atena e dispensatrici della "giusta punizione".